# Brygada „Liberte”
Brygada "Liberte" – międzynarodowa brygada partyzancka okresu II wojny światowej, działająca na terenie Jugosławii.
W jej skład wchodził oddział 124 polskich partyzantów – więźniów zbiegłych z obozu koncentracyjnego w Ljubelj (przeważnie działaczy Polskiej Partii Robotniczej i członków Gwardii Ludowej z Łodzi aresztowanych wiosną 1943).